# كفر تصفا
كفر تصفا إحدى قرى مركز كفر شكر التابع لمحافظة القليوبية بجمهورية مصر العربية.

## السكان
بلغ عدد سكان كفر تصفا 8,891 نسمة، حسب الإحصاء الرسمي لعام 2006.